# Tunelul Reuzenpijp

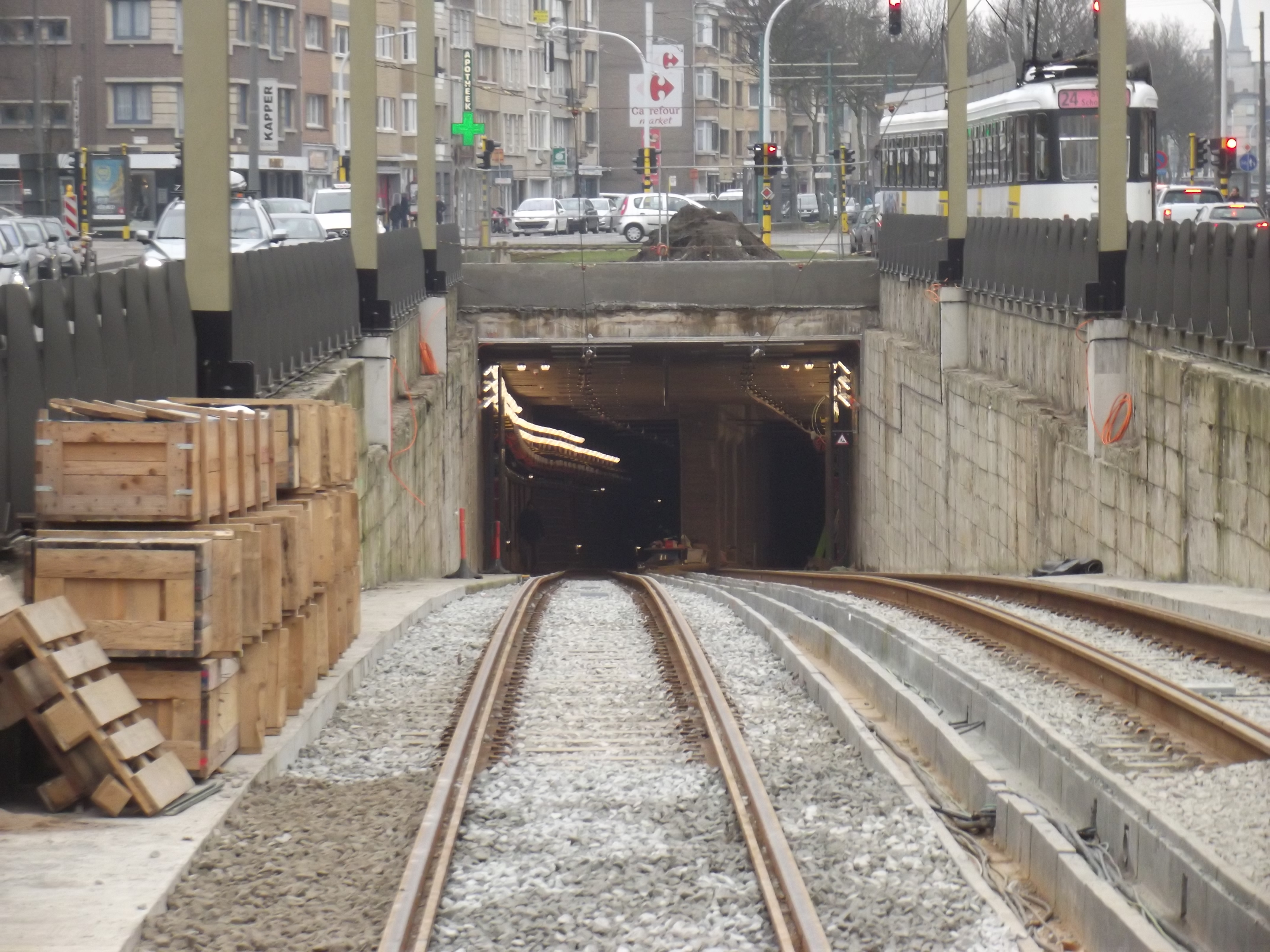
Intrarea în Reuzenpijp de pe strada Herentalsebaan din Deurne-Sud

Reuzenpijp (în română Țeava gigant) este numele unui tunel de premetrou din orașul belgian Antwerpen.

## Tunelul nefolosit
Începute în 1977, lucrările la tunel au fost oprite în 1981, când acesta se afla deja la faza de construcție neamenajată și neutilată, și au fost puse în conservare timp de 30 de ani. 
Reuzenpijp este alcătuit din două tuburi suprapuse, tubul spre ieșirea din oraș fiind cel mai adânc. Totuși, cele două linii sunt la același nivel în stațiile Astrid, Collegelaan și Morckhoven. Numele tunelului provine de la procesiunile „Reuzenommegang” ale giganților „Reuskens” din folclorul districtului Borgerhout. În 2008, Ministrul Flamand al Mobilității, Kathleen Van Brempt, a anunțat că tunelul abandonat timp de trei decenii va fi pus în exploatare. În luna aprilie 2009, tunelul a fost deschis publicului pentru vizitare.
Pe 1 martie 2013, Hilde Crevits, noul ministru al Mobilității și Lucrărilor Publice din Flandra, a anunțat anul 2015 ca dată de deschidere a tunelului.

## Proiectul LIVAN I

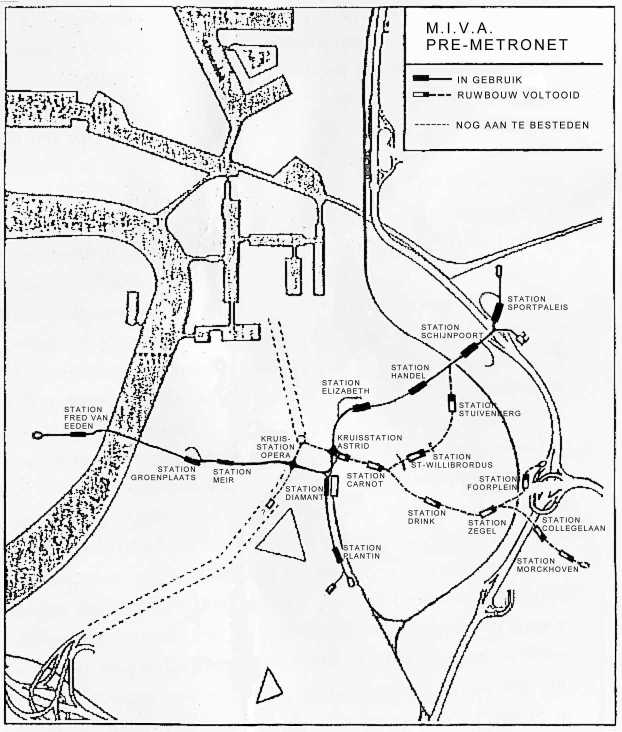
Tunelurile de premetrou din Antwerpen

În cadrul proiectului LIVAN I, pe 4 martie 2013 au început lucrările de amenajare și utilare a Reuzenpijp. În 2014, în tunel au fost montate șinele și catenara, au fost instalate semnalizarea și iluminatul de urgență. Aceste lucrări s-au desfășurat fără întrerupere și au durat doi ani. A rămas însă o secțiune nefolosită, între stația Astrid și Gara Antwerpen-Centraal, iar Zegel a fost singura stație deschisă, renunțându-se la Carnot, Drink și Morckhoven. Inaugurarea a avut loc pe 18 aprilie 2015, iar tunelul este deservit de tramvaiele liniei 8, care circulă prin premetrou între centrul orașului Antwerpen și rampa de ieșire la suprafață din strada Herentalsebaan, continuând apoi până la parcarea P+R de la sensul giratoriu din Wommelgem.
Traseul de la parcarea P+R din Wommelgem și până la Gara Antwerpen-Centraal este străbătut de tramvaie în medie în 15 minute.
Tunelul Reuzenpijp se termină într-o buclă subterană de întoarcere situată sub piața Franklin Rooseveltplaats și va fi ulterior conectat la nivelul -3 al stației de premetrou Opera, în acest moment nefolosit. Prin amenajarea De Leien, a Pieței Operei și a Pieței Franklin Roosevelt, o rampă de acces la suprafață va fi construită pentru a permite tramvaielor care circulă prin tunel să iasă pe strada Frankrijklei, între Maria-Theresialei și Maria-Louisalei. Această rampă are drept scop asigurarea unei legături directe între Turnhoutsebaan și bluevardele De Leien de Sud.

## Planuri de viitor
Începând din 2018, tramvaiele liniei 10 vor circula și ele prin tunelui Reuzenpijp.
Într-un stadiu ulterior, după 2020, vor fi deschise și stațiile de premetrou Foorplein, Drink și Carnot.